# Lista de praias de São Paulo

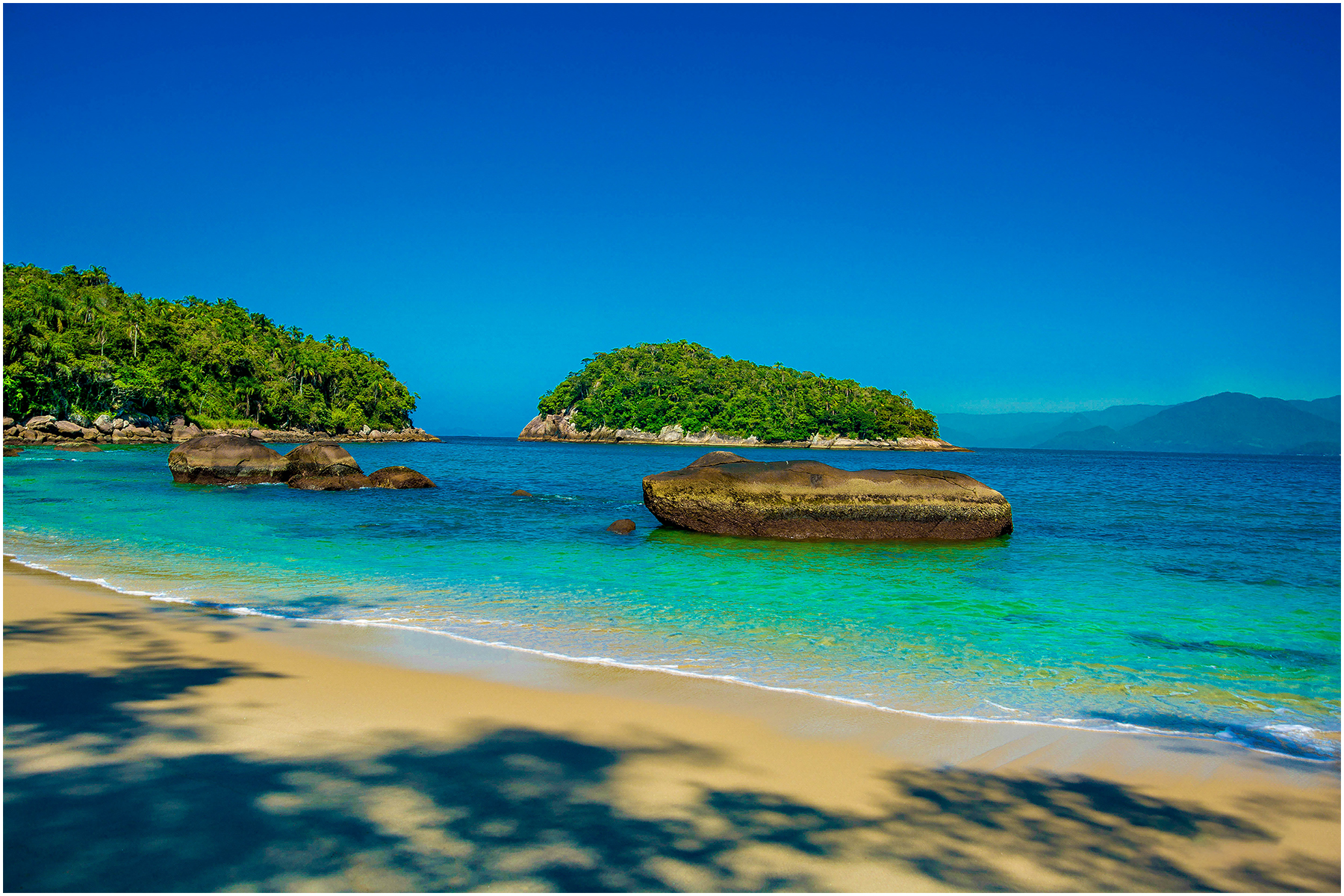
Ilha das Couves, em Ubatuba, uma das mais bonitas do país

O estado de São Paulo possui praias oceânicas (água salgada) no litoral - as mais numerosas e famosas - e as fluviais e lacustres (água doce).

## Praias oceânicas

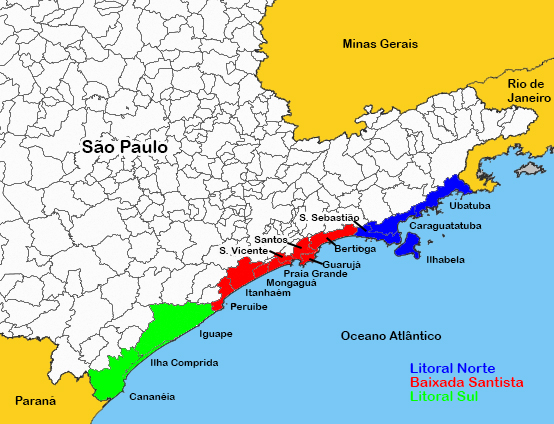
Mapa do litoral do estado de São Paulo indicando regiões e municípios.

As praias oceânicas são banhadas pelo oceano Atlântico.
Do norte do estado em direção ao sul os municípios litorâneos são, todos eles são considerados estâncias balneárias do estado de São Paulo:
- Litoral Norte: Ubatuba,  Caraguatatuba, São Sebastião, Ilhabela;
- Litoral Sul: Bertioga, Guarujá ,Santos, São Vicente, Praia Grande, Mongaguá, Itanhaém, Peruíbe, Iguape, Ilha Comprida e Cananéia.

A listagem das praias e de seus respectivos municípios está direcionada no sentido Sul - Norte:

### Cananéia

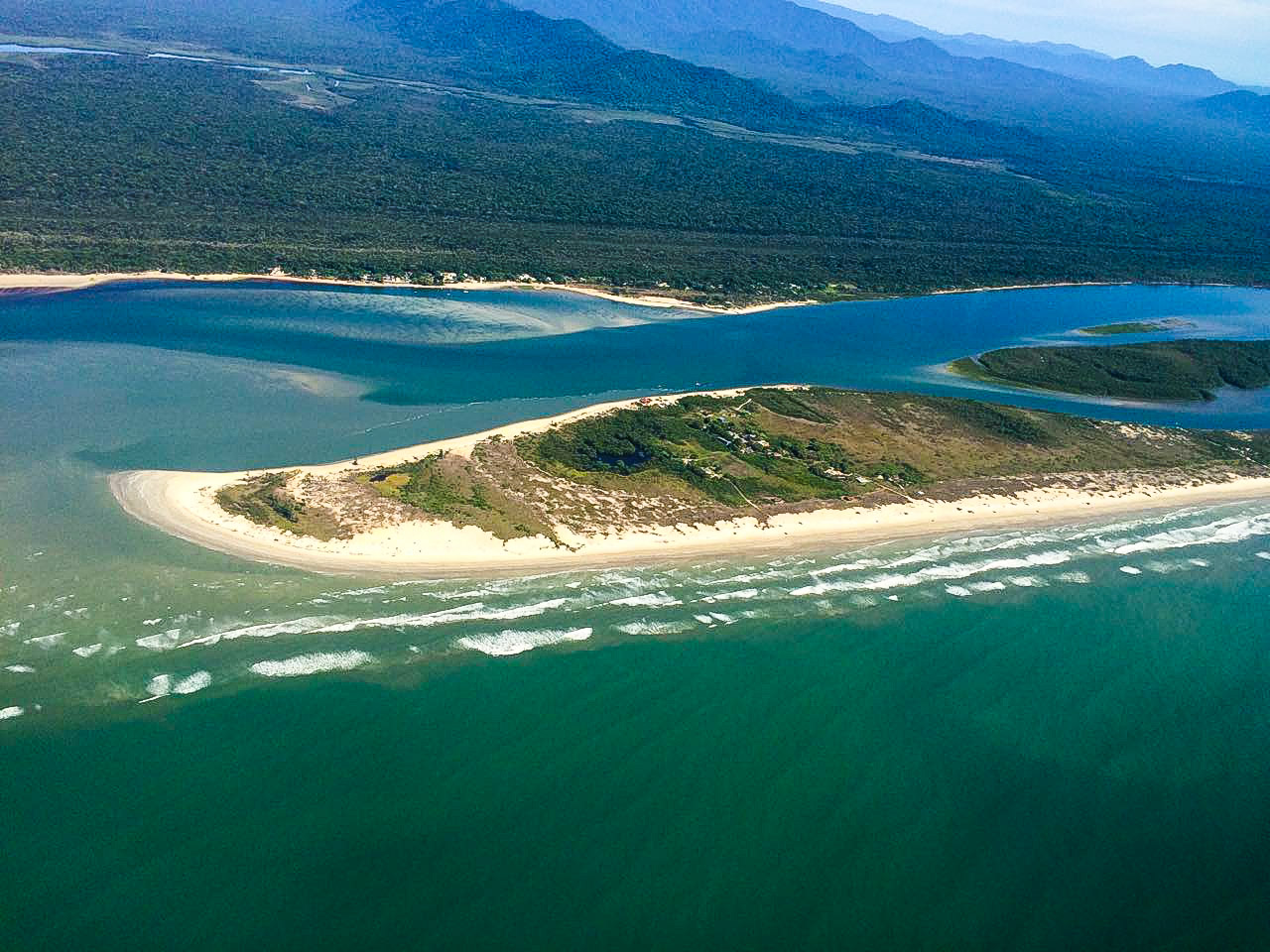
Ilha do Cardoso

#### Ilha do Cardoso
1. Praia do Pontal de Leste

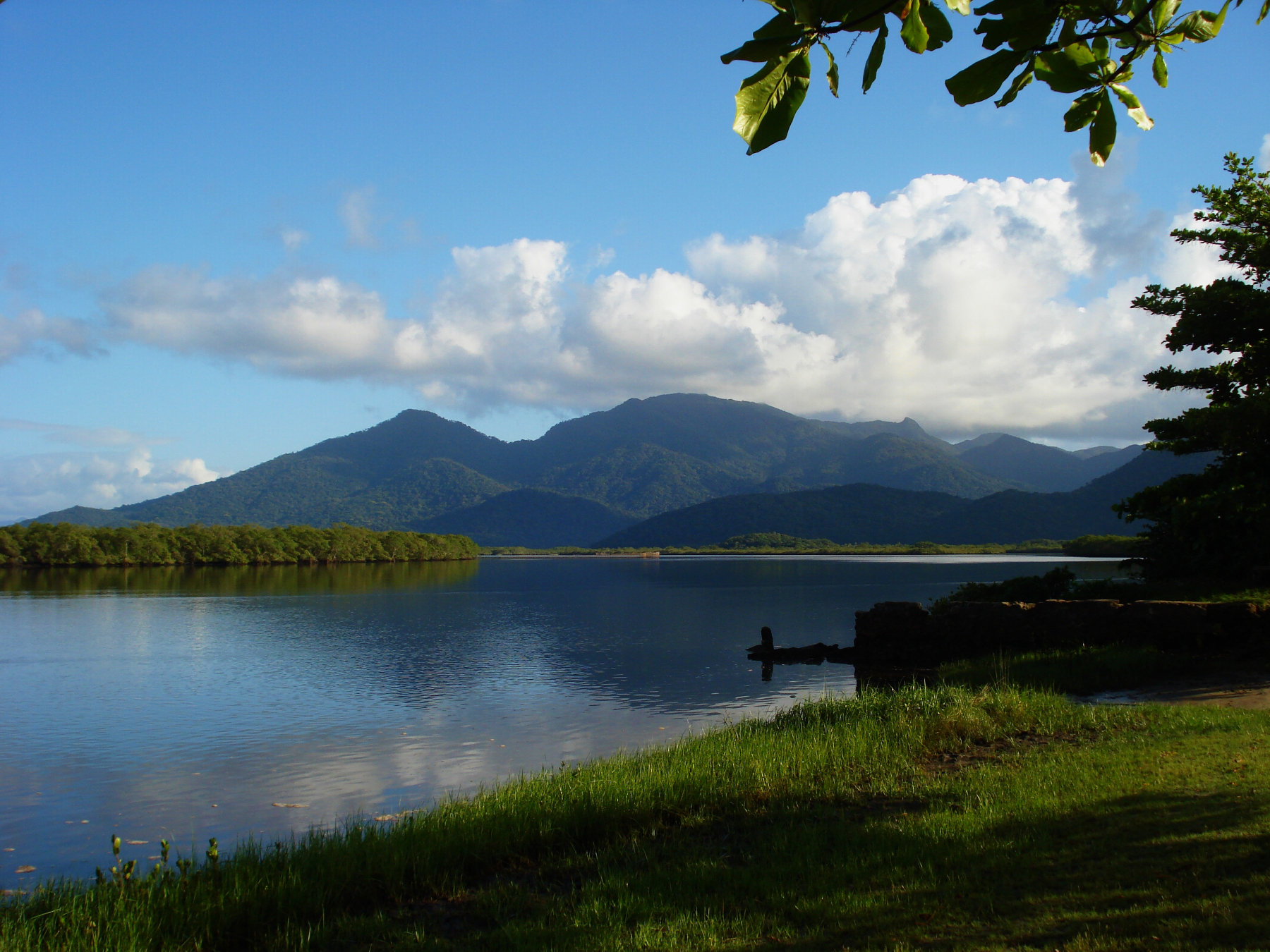
Praia de Marujá.

2. Praia do Marujá (Enseada da Baleia)
3. Praia da Laje (Cananéia)
4. Praia do Morretinho
5. Praia Fole Grande
6. Praia Fole Pequeno
7. Praia Kayan (Cananéia)
8. Praia Cambriú (Cananéia)
9. Praia de Itacuruçá
10. Praia de Ipanema (Cananéia) (Núcleo Perequê)

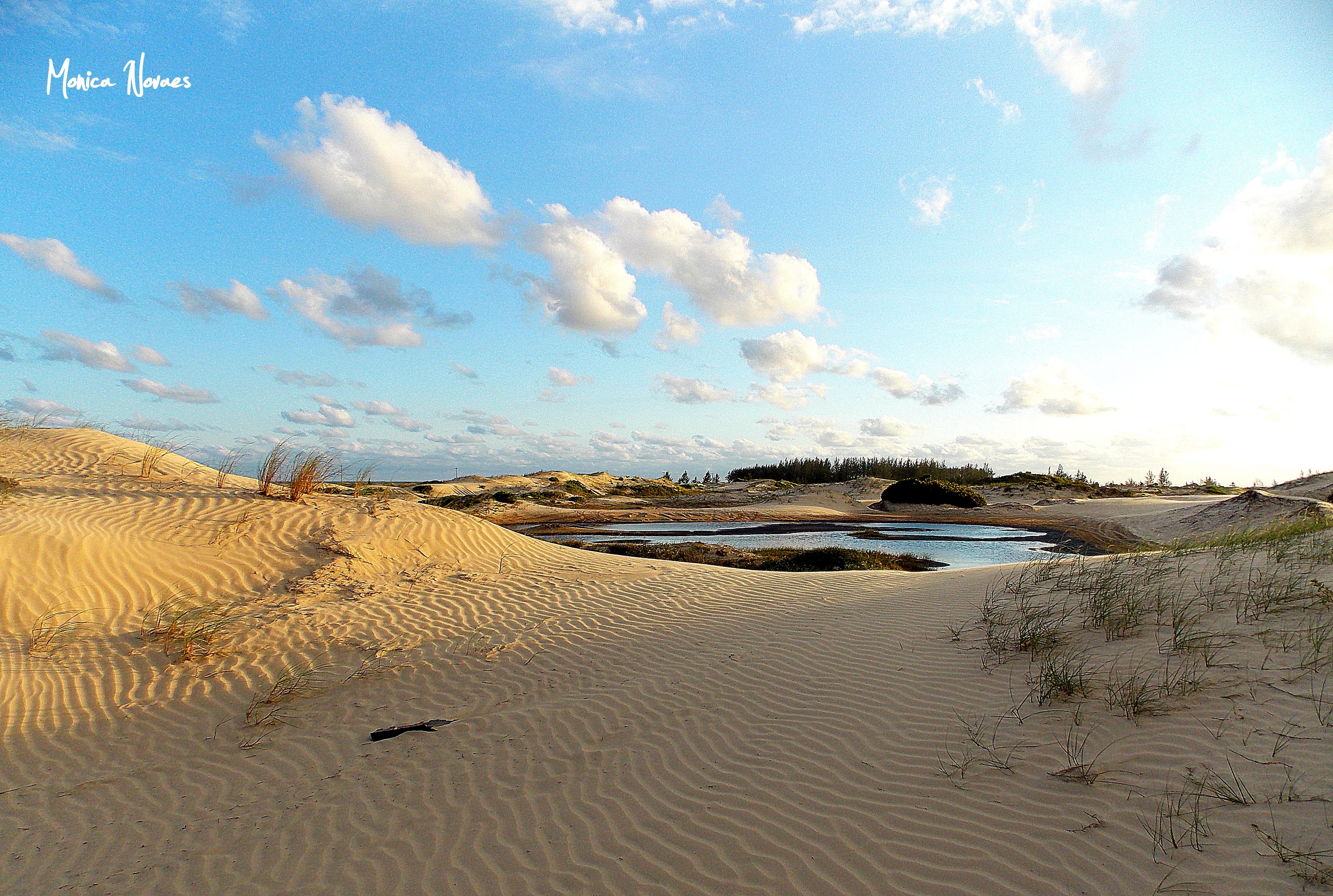
Praia do Araçá, com as dunas em destaque

11. Praia do Pereirinha
12. Prainha (Cananéia)[2][3][4][5]

### Ilha Comprida
1. Praia Pontal da Trincheira
2. Praia Céu Azul
3. Praia Boa Vista
4. Praia dos Papagaios
5. Praia Costa Linda
6. Praia Juruvaúva
7. Praia Costa do Sol
8. Praia das Pedrinhas (Ilha Comprida)
9. Praia Ubatuba
10. Praia Ponta Grossa
11. Praia do Castelo
12. Praia do Viareggio
13. Praia Samambaias
14. Praia de Maratayama
15. Praia das Garças (Ilha Comprida)
16. Praia do Encanto
17. Praia do Icaraí
18. Praia Meu Recanto
19. Praia Mar Azul
20. Ponta da Praia (Ilha Comprida)[6]

### Iguape
1. Praia da Jureia[7][8]

### Peruibe
1. Praia da Barra do Una (Peruíbe)
2. Praia do Caramborê
3. Praia do Parnapuã
4. Praia do Arpoador (Peruíbe)
5. Praia do Guaraú
6. Praia do Costão (Peruíbe)
7. Prainha (Peruibe)
8. Praia da Avenida São João
9. Praia do Balneário São João Batista
10. Praia do Parque Turístico - Rua das Orquídeas
11. Praia do Oásis
12. Praia de Icaraíba
13. Praia de Tapirema
14. Praia de Piaçaguera[9][10][11]

### Itanhaém
1. Praia do Balneário Gaivota (Itanhaém)
2. Praia do Jardim Regina
3. Praia do Jardim São Fernando
4. Praia da Estância Balneária (Itanhaém)
5. Praia do Jardim Cibratel
6. Praia dos Sonhos
7. Praia dos Pescadores (Itanhaém)
8. Praia Central (Itanhaém)
9. Praia do Parque Balneário
10. Praia do Suarão
11. Praia dos Campos Elíseos[12]

### Mongaguá
1. Praia de Agenor de Campos
2. Praia de Itaoca
3. Praia de Santa Eugênia
4. Praia de Vera Cruz (Mongaguá)
5. Praia Central (Mongaguá)
6. Praia Vila de São Paulo[13]

### Praia Grande

#### Distrito de Solemar
1. Praia de Solemar
2. Praia Balneário Flórida
3. Praia do Jardim Real
4. Praia do Caiçara
5. Praia Balneário Maracanã (distrito de Solemar)[14]

#### Distrito de Praia Grande
1. Praia da Vila Mirim
2. Praia do Ocian
3. Praia da Tupi
4. Praia Aviação
5. Praia da Guilhermina
6. Praia do Boqueirão
7. Praia Canto do Forte[15]

### São Vicente
1. Praia de Paranapuã
2. Praia de Itaquitanduva
3. Praia dos Milionários
4. Praia do Gonzaguinha
5. Praia do Itararé[16][17]

### Santos
1. Praia José Menino
2. Praia Pompéia
3. Praia Gonzaga
4. Praia Boqueirão
5. Praia Embaré
6. Praia Aparecida
7. Praia Ponta da Praia[18]

### Guarujá
1. Praia da Armação das Baleias
2. Prainha Branca
3. Praia Preta
4. Praia do Guaiuba
5. Praia do Tombo
6. Praia das Astúrias
7. Praia das Pitangueiras
8. Praia da Enseada
9. Praia do Éden
10. Praia do Sorocotuba
11. Praia de Pernambuco
12. Praia do Mar Casado
13. Praia do Perequê
14. Praia de São Pedro
15. Praia de Iporanga

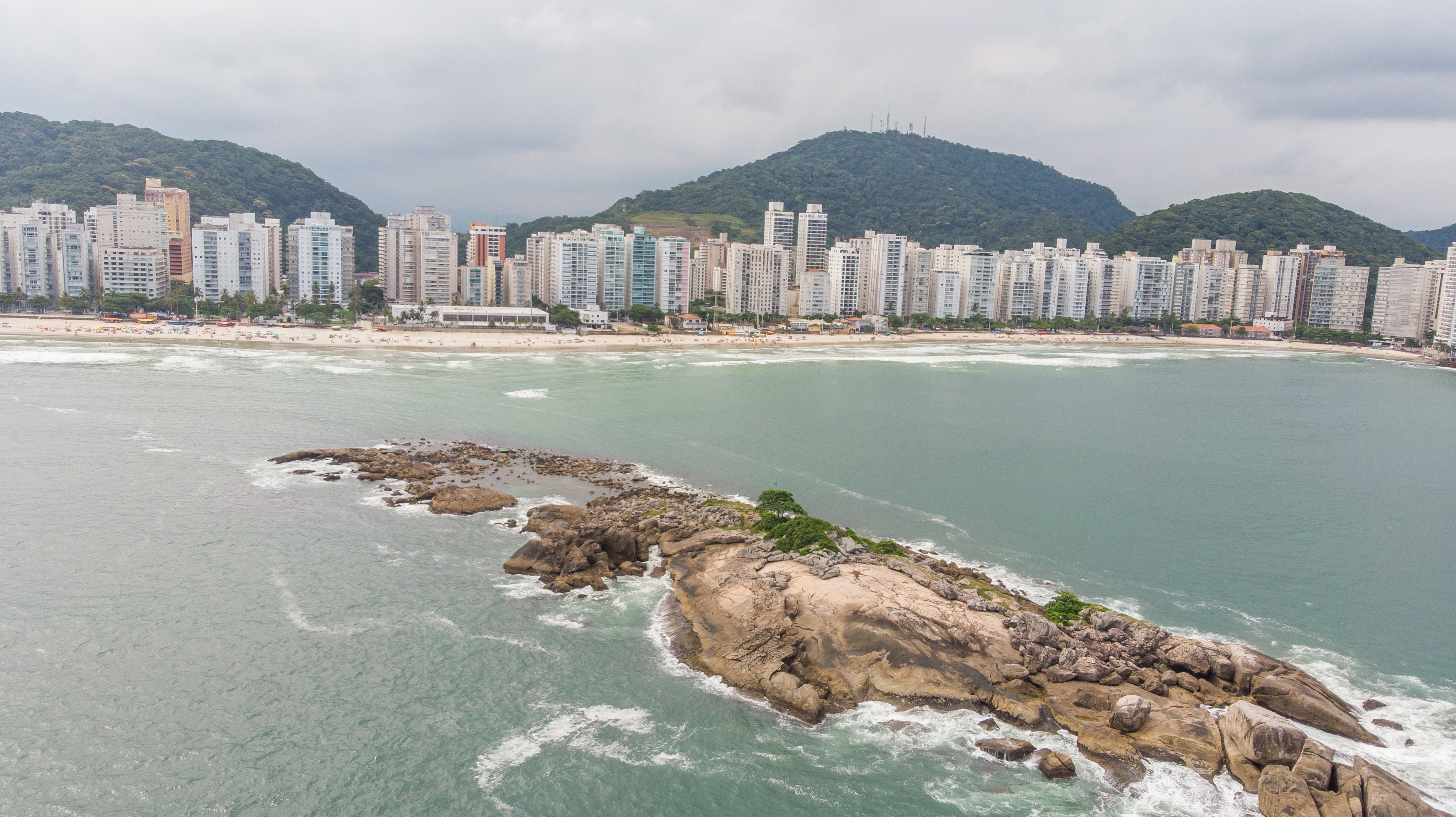
Praia das Astúrias.

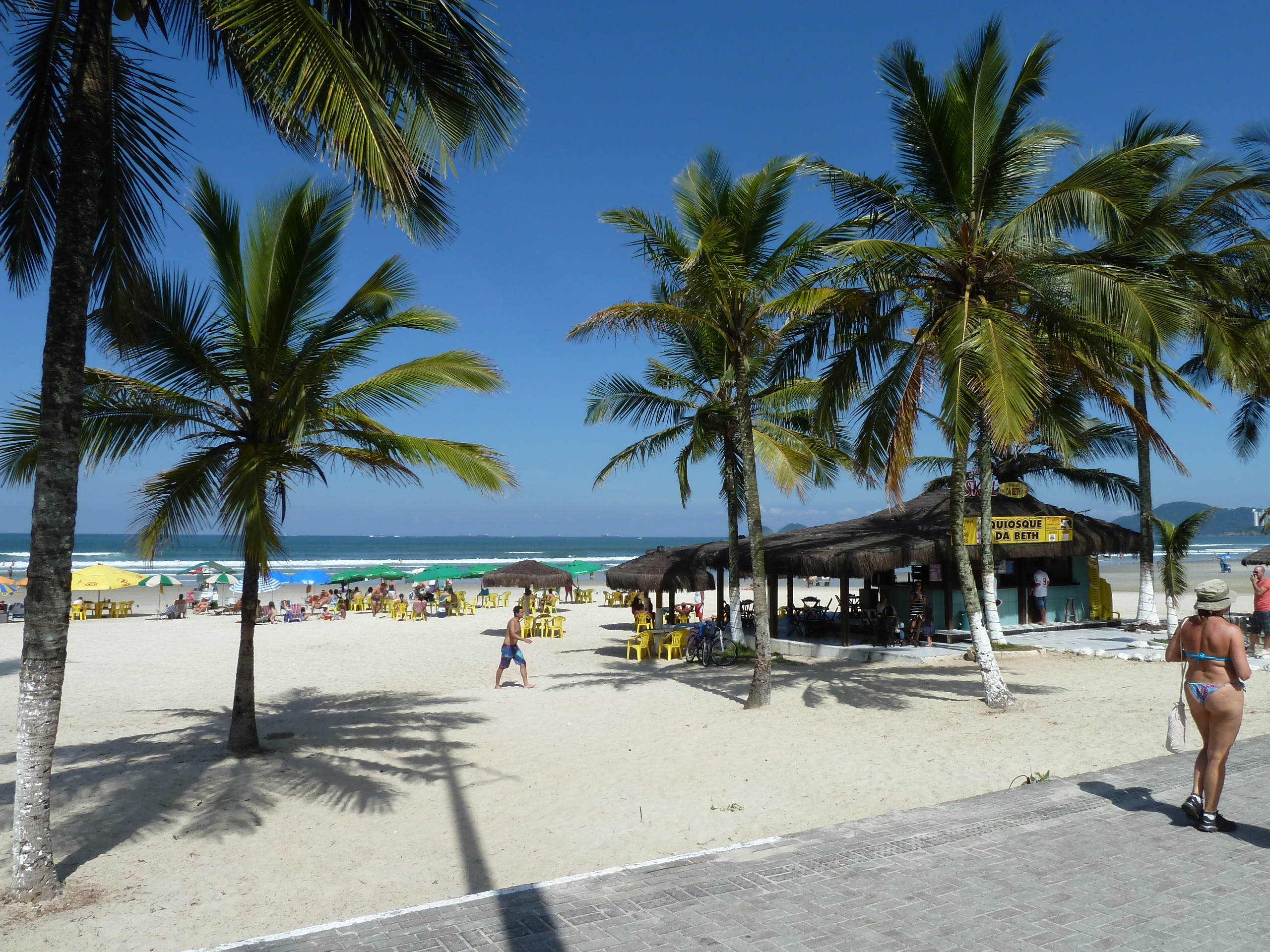
Praia da Enseada.

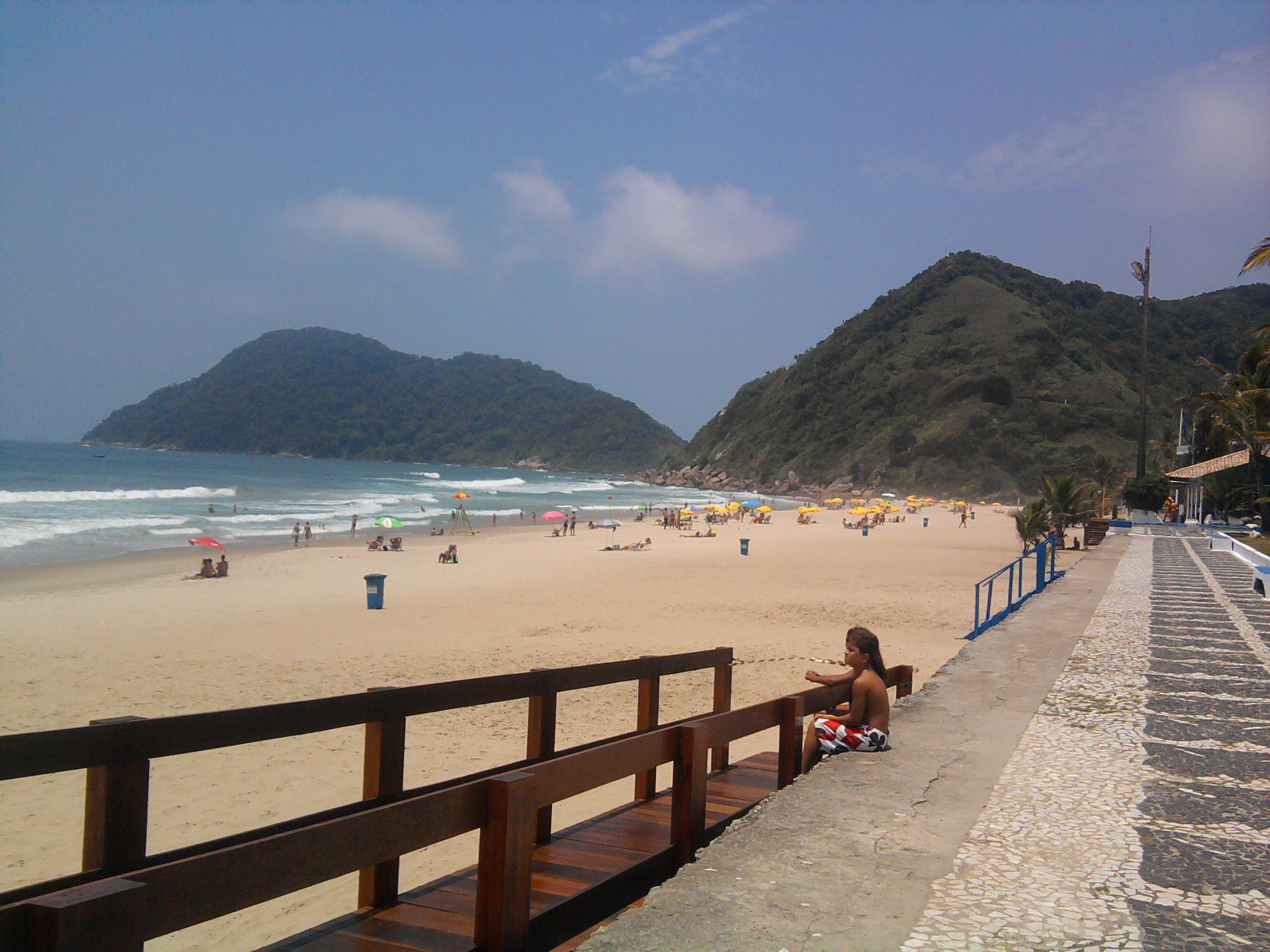
Praia do Tombo, em Guarujá. É frequentemente considerada uma das melhores praias do mundo pela organização não-governamental dinamarquesa Foundation for Environmental Education.

16. Praia de Santa Cruz dos Navegantes
17. Praia do Góes
18. Praia da Fortaleza da Barra Grande
19. Praia do Monduba
20. Praia do Cheira Limão
21. Praia do Sangava
22. Praia do Saco do Major
23. Praia de Fora ou Moisés
24. Praia do Bueno
25. Praia das Conchas
26. Praia do Pinheiro (ou Itaguaíba)
27. Praia do Camburí[20]

### Bertioga

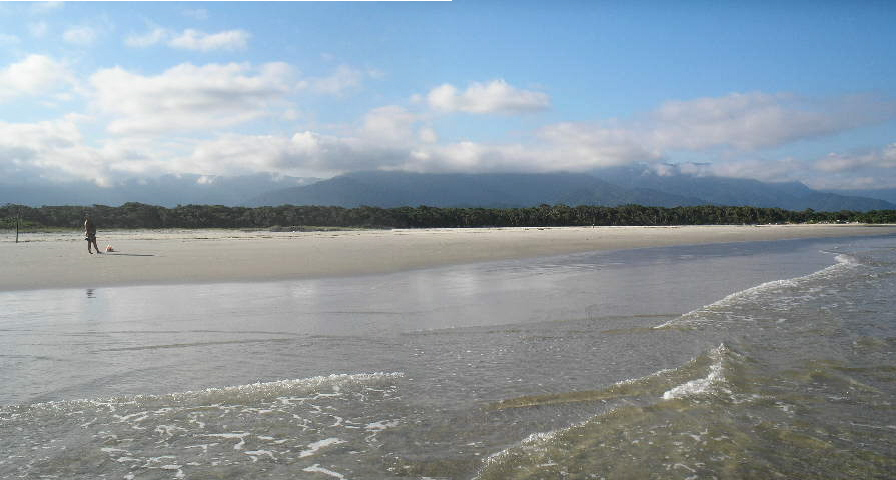
Praia de Itaguaré.

1. Praia da Enseada (Bertioga)
2. Praia da Vista Linda
3. Praia do Indaiá (Bertioga)
4. Praia de São Lourenço (Bertioga)
5. Praia de Itaguaré
6. Praia de Guaratuba (Bertioga)
7. Praia de Boraceia[21][22]

### São Sebastião

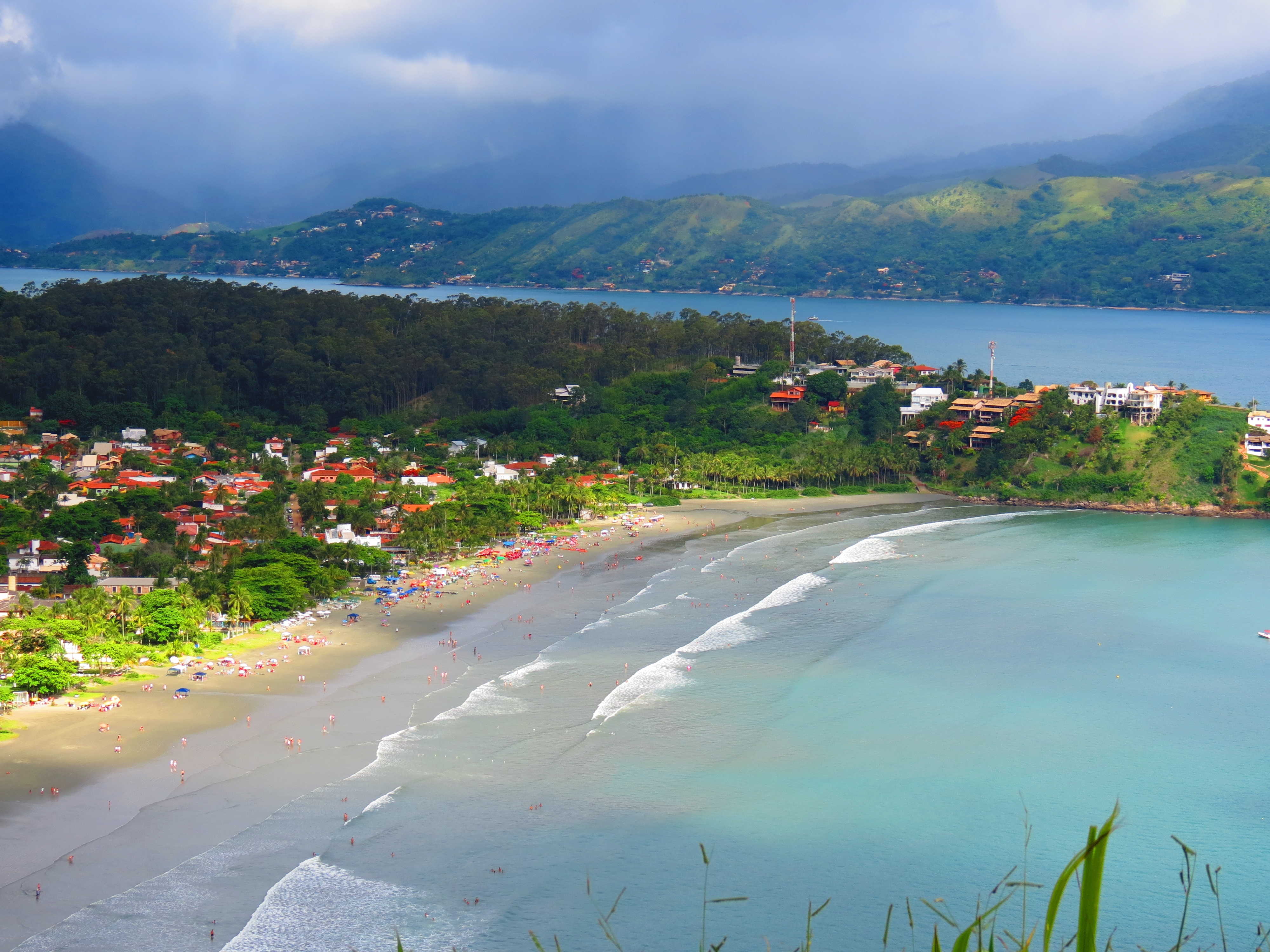
Barequeçaba.

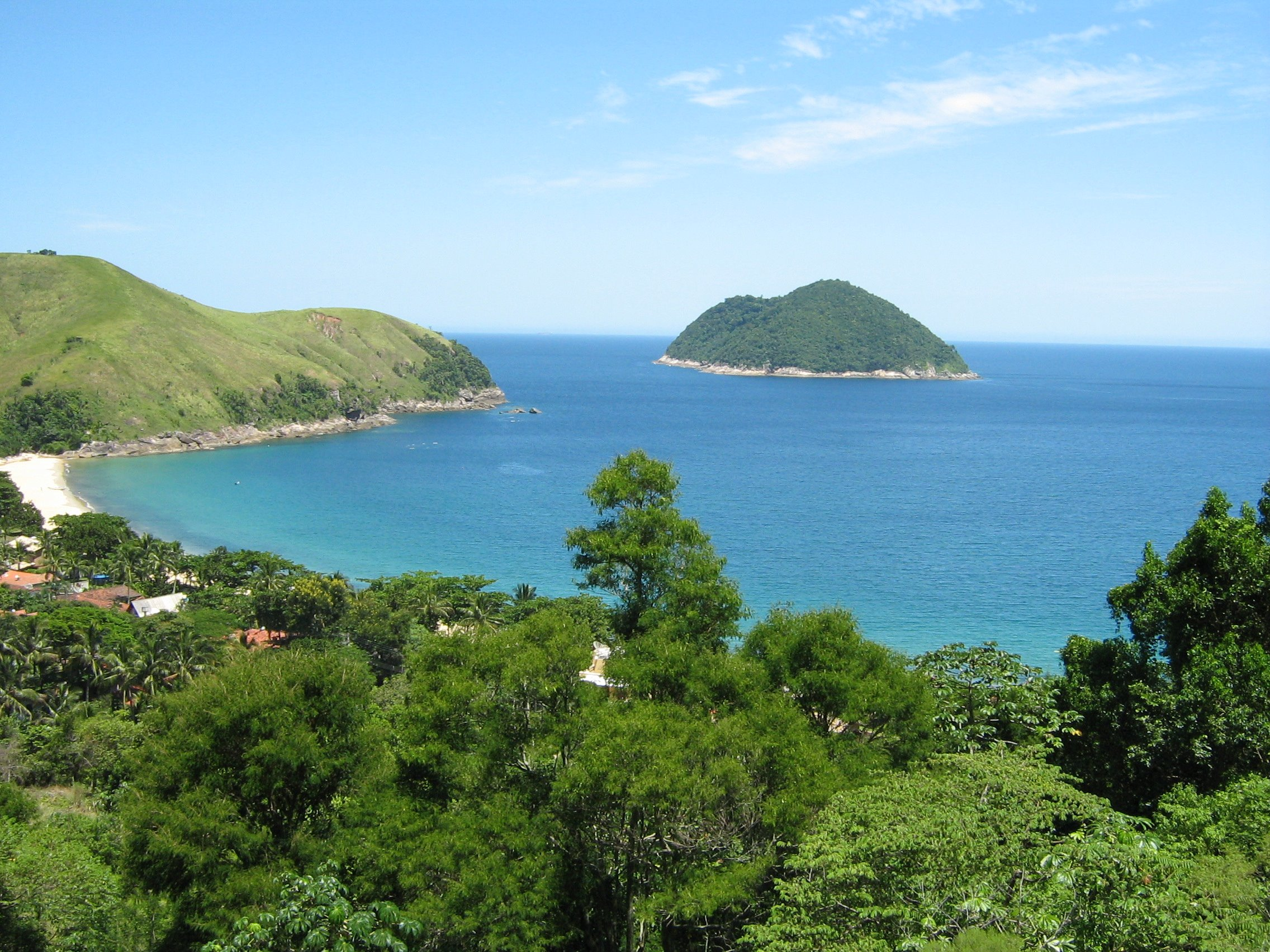
Maresias.

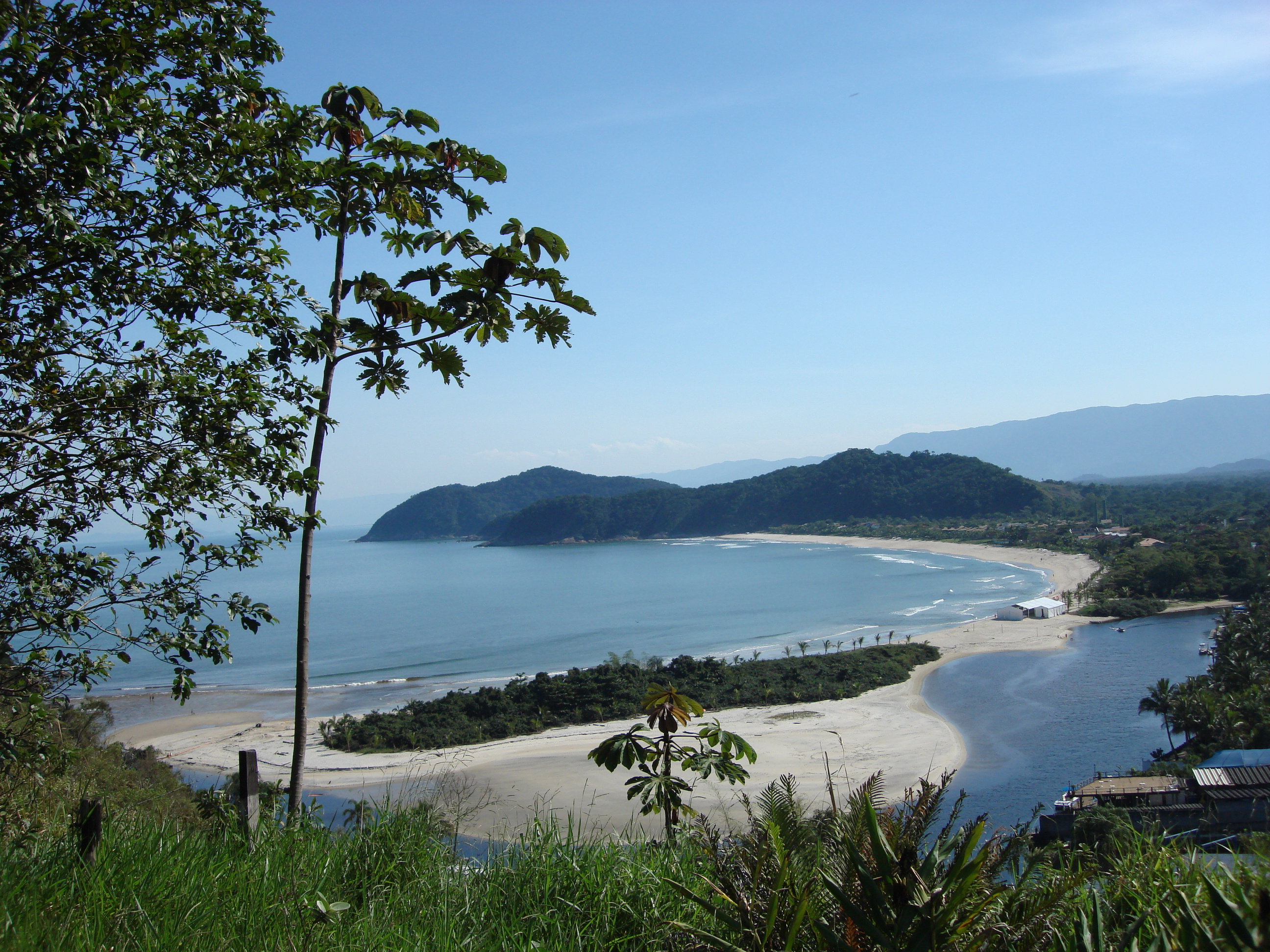
Barra do Una.

#### Distrito deMaresias
1. Praia de Boraceia Norte
2. Praia de Jureia Norte
3. Praia do Engenho
4. Praia Barra do Una
5. Praia Juqueí
6. Praia Preta
7. Praia da Barra do Saí
8. Praia da Baleia (São Sebastião)
9. Praia de Camburi (São Sebastião)
10. Praia de Camburizinho
11. Praia Boiçucanga
12. Praia de Maresias
13. Praia de Paúba
14. Praia de Santiago (São Sebastião)[23]

#### Distrito deSão Sebastião-Sede
1. Praias de Toque-Toque Grande e Toque-Toque Pequeno
2. Praia de Guaecá
3. Praia de Barequeçaba
4. Praia Grande (São Sebastião)
5. Praia Preta do Norte
6. Praia do Porto Grande
7. Praia Deserta (São Sebastião)

#### Distrito deSão Francisco da Praia
1. Praia Pontal da Cruz
2. Praia Arrastão
3. Praia Cigarras
4. Praia de São Francisco
5. Prainha (São Francisco da Praia)[24][25]

### Caraguatatuba

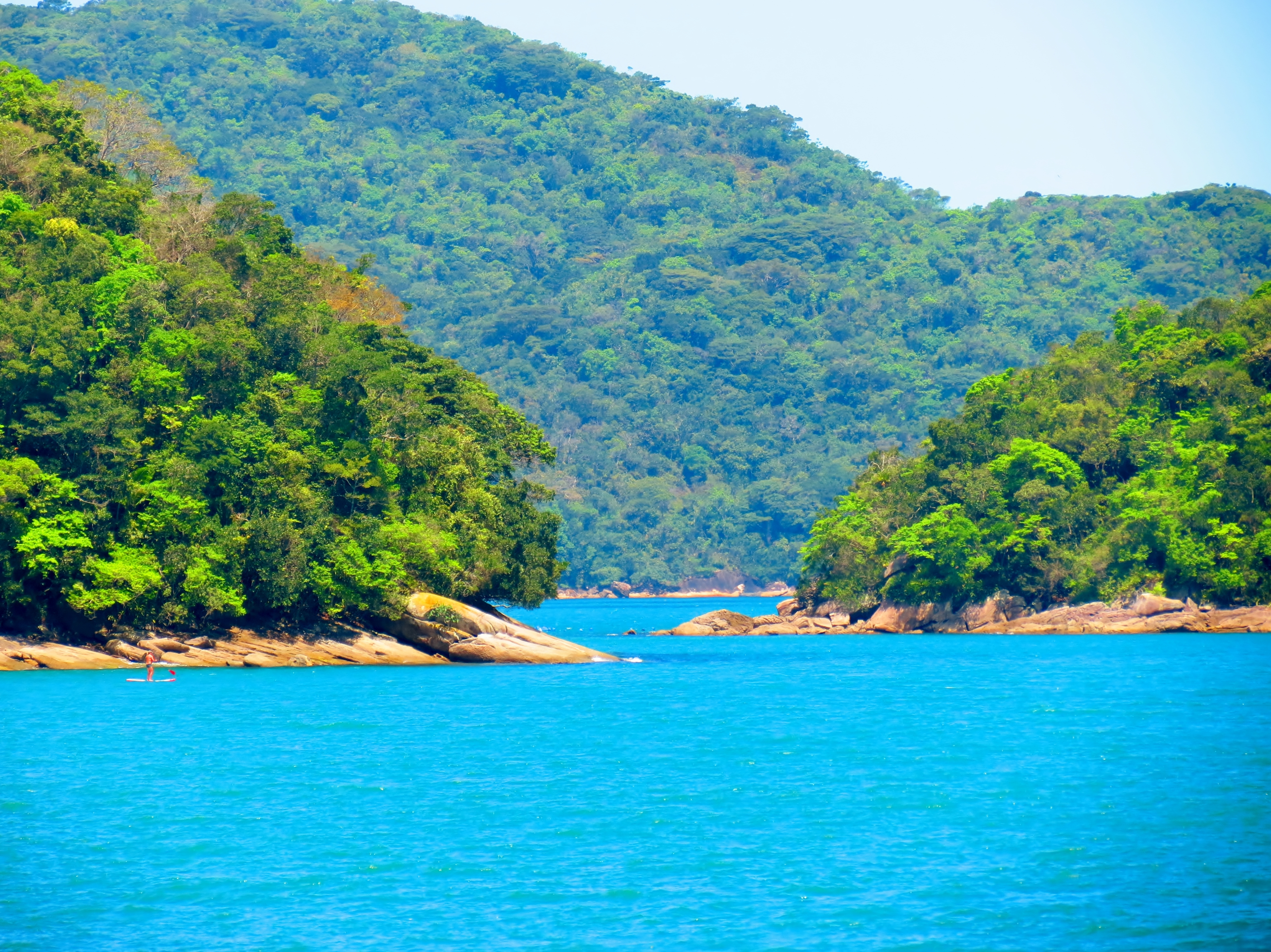
Praia do Massaguaçu

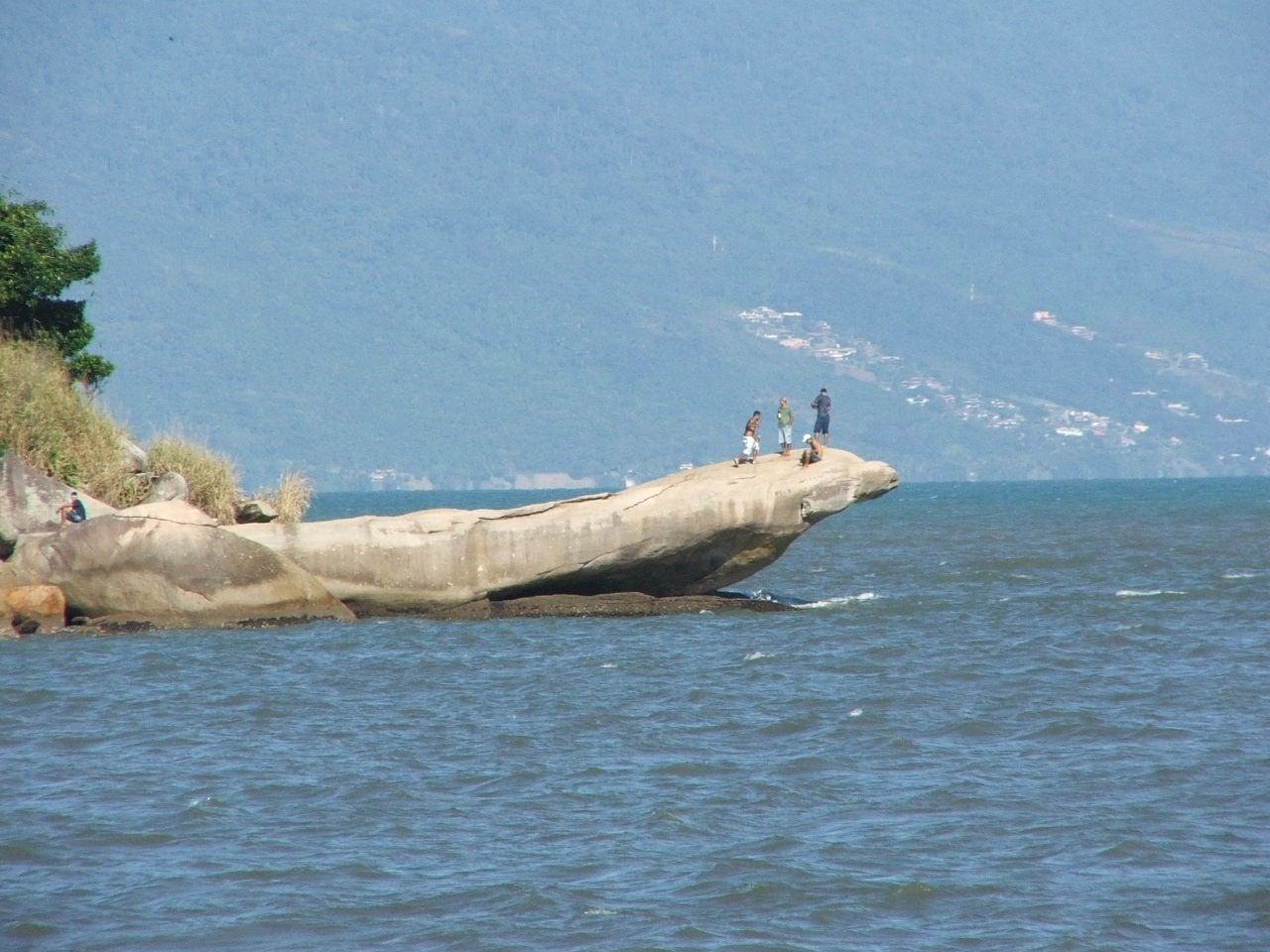
Pedra do jacaré da Prainha (Caraguatatuba).

1. Praia do Porto Novo
2. Praia das Palmeiras
3. Praia Pan-Brasil
4. Praia de Indaiá (Caraguatatuba)
5. Praia Central (Caraguatatuba)
6. Prainha (Caraguatatuba)
7. Praia Brava (Caraguatatuba)
8. Praia do Martim de Sá
9. Praia da Lagoa Azul
10. Praia do Capricórnio
11. Praia do Massaguaçu
12. Praia da Cocanha
13. Praia da Mococa
14. Praia da Tabatinga[26]

### Ubatuba

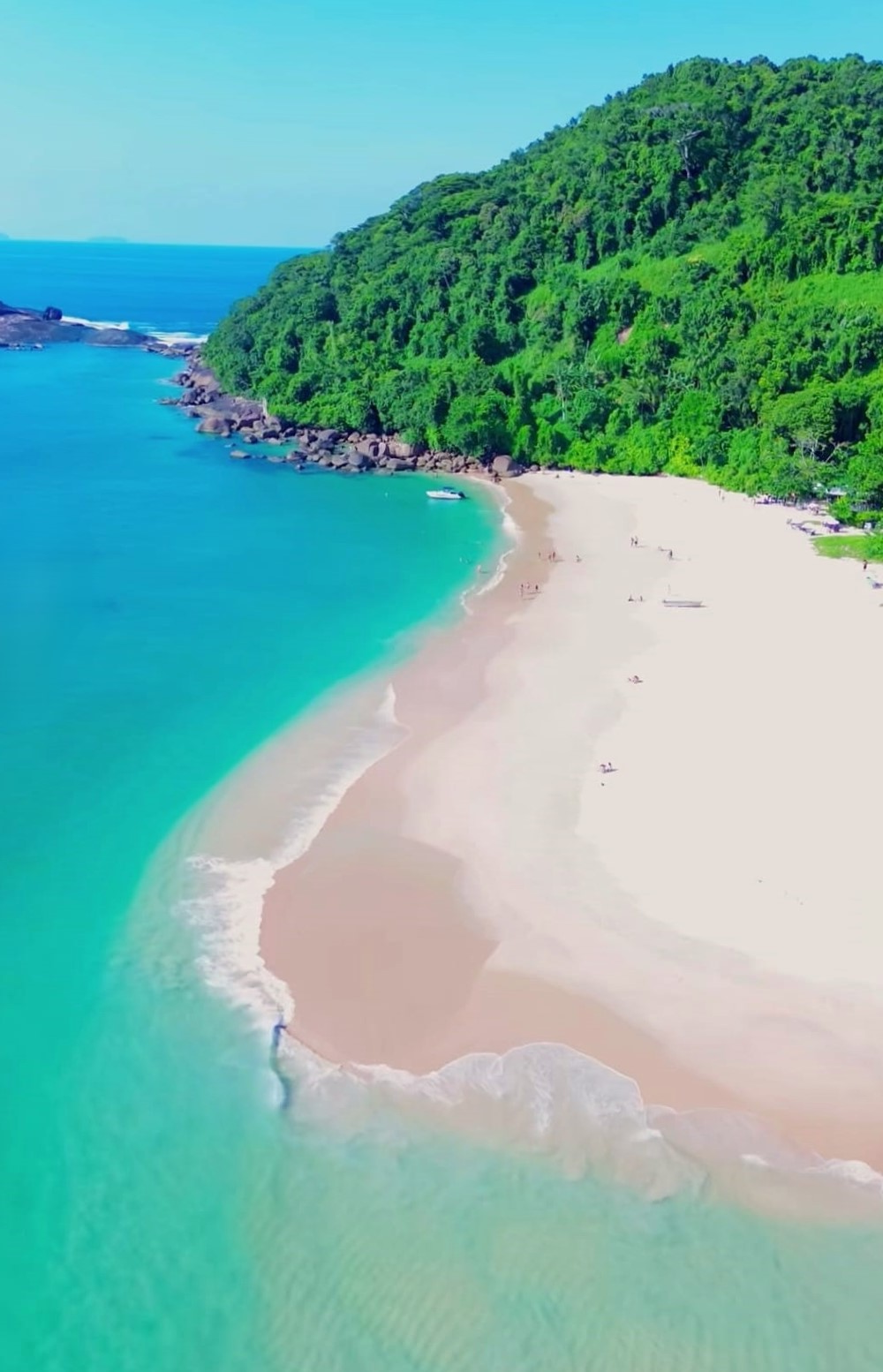
Ilha do Prumirim

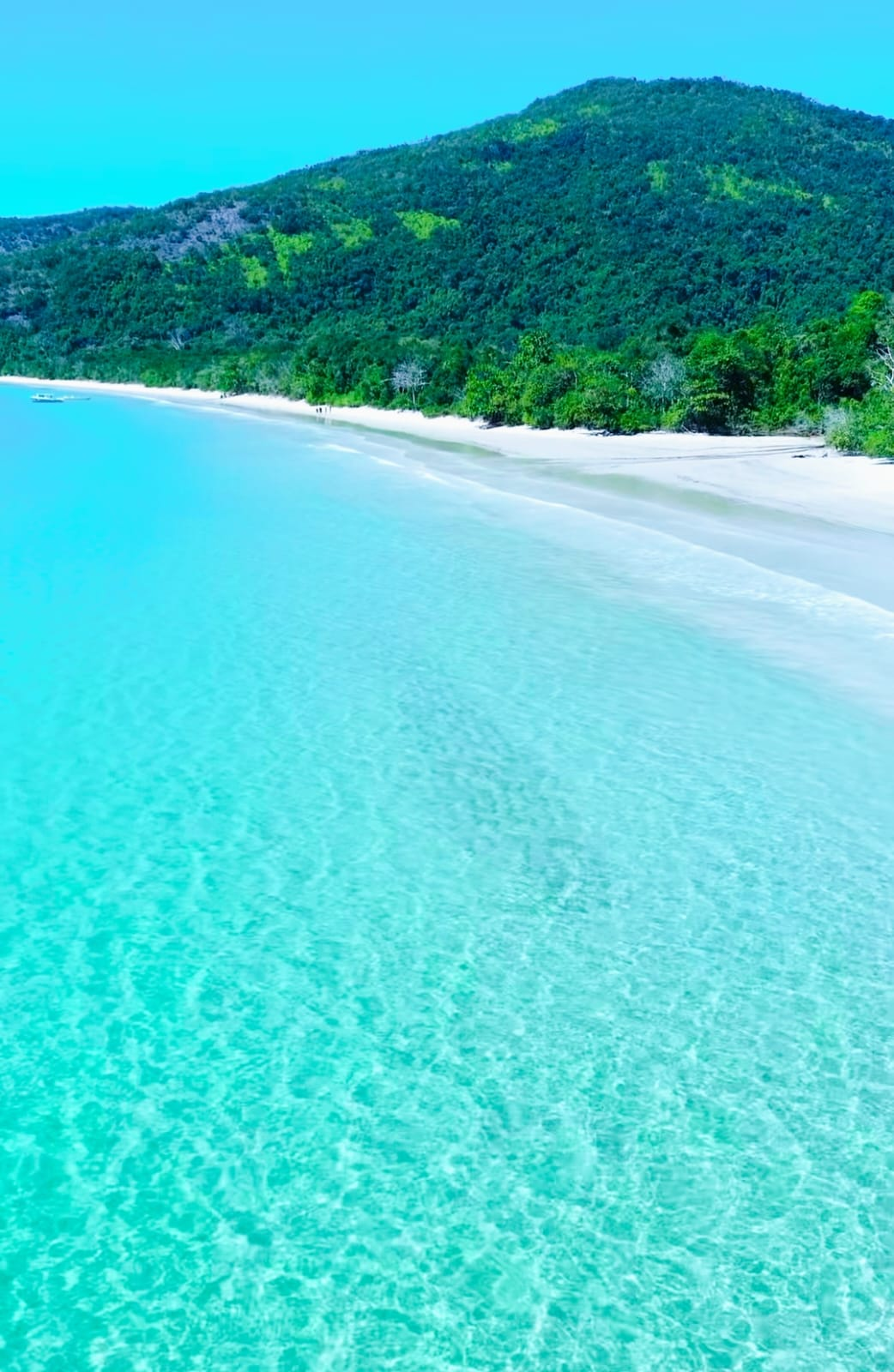
Praia das Palmas, na Ilha Anchieta, conhecida por suas águas cristalinas

#### Distrito deUbatuba-sede
1. Praia das Galhetas
2. Praia da Figueira
3. Praia da Ponta Aguda
4. Praia Mansa (Ubatuba)
5. Praia da Lagoa (Ubatuba)
6. Praia Brava do Frade
7. Praia do Saco das Bananas
8. Praia da Raposa
9. Praia da Caçandoquinha
10. Praia da Caçandoca
11. Praia do Pulso
12. Praia do Sapé
13. Praia da Maranduba
14. Praia da Lagoinha (Ubatuba)
15. Praia de Oeste (Ubatuba)
16. Praia do Peres
17. Praia do Bonete (Ubatuba)
18. Praia do Bonete Grande
19. Praia do Deserto
20. Praia do Cedro do Sul
21. Praia da Fortaleza (Ubatuba)
22. Praia Brava da Fortaleza (Ubatuba)
23. Praia da Costa (Ubatuba)
24. Praia da Duna
25. Praia Domingas Dias
26. Praia do Lázaro (Ubatuba)
27. Praia da Sununga
28. Praia das Sete Fontes
29. Praia do Flamenguinho
30. Praia do Flamengo (Ubatuba)
31. Praia da Dionísia
32. Praia da Ribeira (Ubatuba)
33. Praia do Saco da Ribeira
34. Praia do Lamberto
35. Praia do Perequê-Mirim
36. Praia de Santa Rita (Ubatuba)
37. Praia da Enseada (Ubatuba)
38. Praia da Itapecerica (Ubatuba)
39. Praia do Godoy (Ubatuba)
40. Praia das Toninhas
41. Praia Grande (Ubatuba)
42. Praia do Tenório
43. Praia Vermelha do Sul
44. Praia do Itaguá
45. Praia do Cedro Central
46. Praia Iperoig
47. Praia do Perequê-Açu
48. Praia da Barra Seca
49. Praia do Saco da Mãe Maria
50. Praia Vermelha do Norte
51. Praia do Alto (Ubatuba)
52. Praia do Rio Itamambuca
53. Praia do Itamambuca
54. Praia do Félix
55. Praia do Português
56. Praia das Conchas (Ubatuba)
57. Praia do Prumirim
58. Praia do Meio (Ubatuba)
59. Praia do Léo
60. Praia da Puruba
61. Praia da Justa
62. Praia do Estaleiro (Ubatuba)
63. Praia do Ubatumirim
64. Praia da Almada
65. Praia do Engenho (Ubatuba)

#### Distrito dePicinguaba
1. Praia Brava da Almada
2. Praia da Fazenda
3. Praia das Bicas
4. Praia do Picinguaba
5. Praia do Camburi (Ubatuba)
6. Praia Brava do Camburi[27][28][29]

## Praias insulares

### São Vicente
- Praia da Ilha Porchat[30]

### Ubatuba

#### Ilha Anchieta
1. Praia das Palmas (Ilha Anchieta)
2. Praia do Sapateiro (Ilha Anchieta)
3. Praia do Presídio (Ilha Anchieta)
4. Praia do Engenho (Ilha Anchieta)
5. Praia de Fora (Ilha Anchieta)
6. Praia do Sul (Ilha Anchieta)
7. Praia de Leste (Ilha Anchieta)[30]

#### Ilha de Prumirim
1. Prainha (Ilha de Prumirim)[31]

#### Ilha das Couves
1. Praia de Terra (Ilha das Couves)
2. Praia de Fora (Ilha das Couves)[32]

### Ilhabela
1. Praia do Curral (Ilhabela)
2. Praia Grande (Ilhabela)
3. Praia do Julião (Ilhabela)
4. Praia da Feiticeira (Ilhabela)
5. Praia do Portinho (Ilhabela)

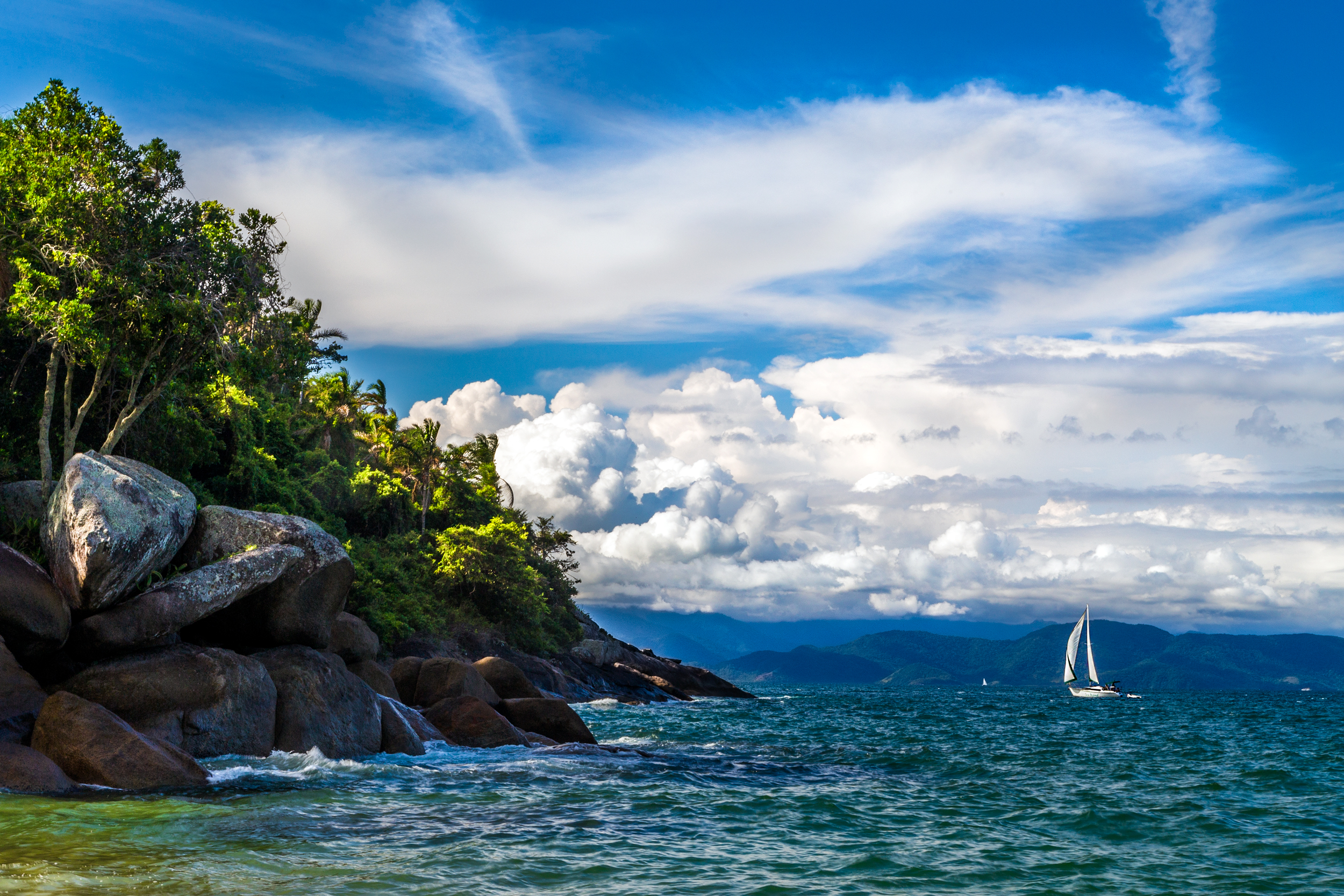
Praia da Feiticeira.

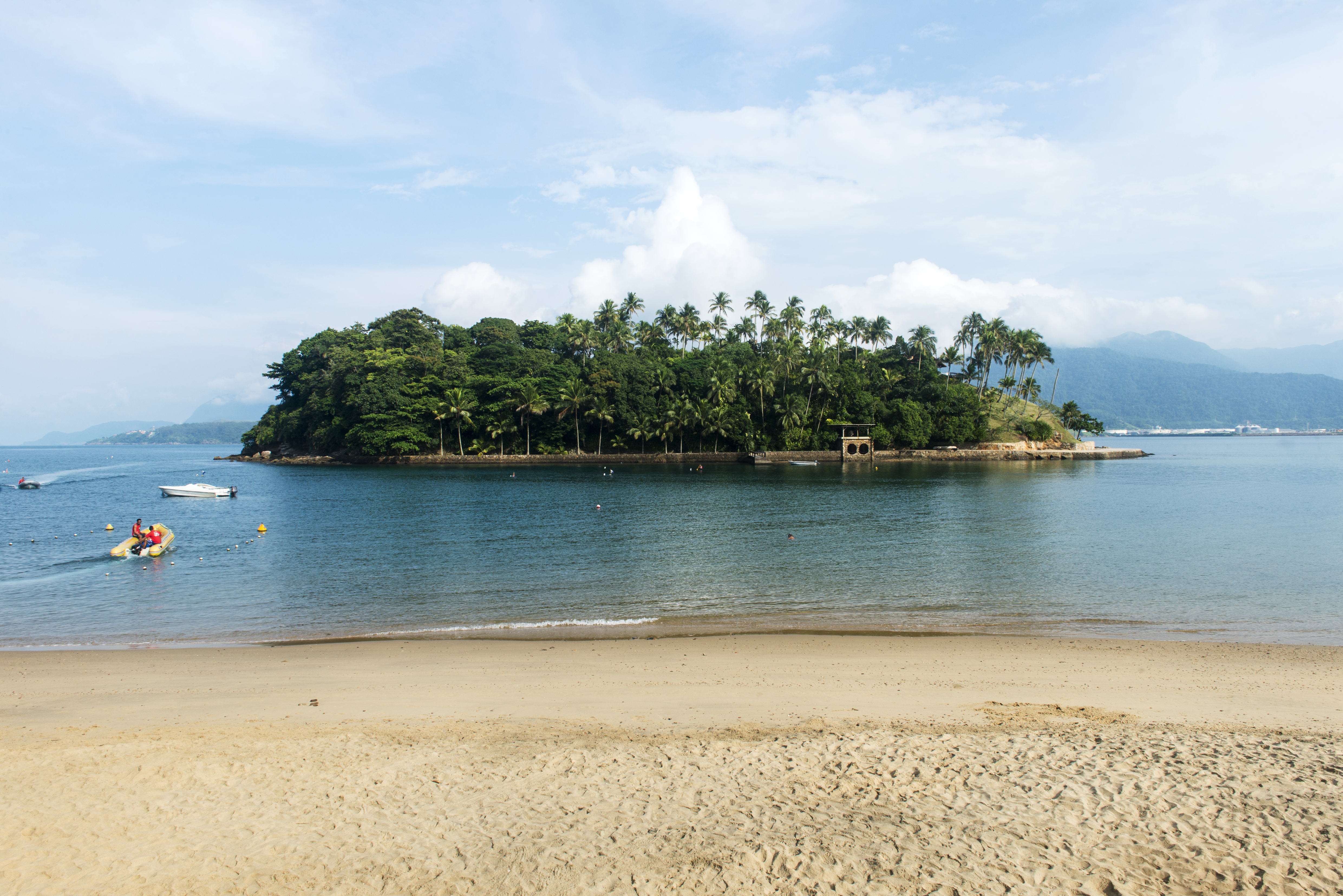
Ilha das Cabras

6. Praia de Pedras Miúdas (Ilhabela) ou Ilha das Cabras (Ilhabela)
7. Praia Perequê (Ilhabela)
8. Praia Itaguaçu (Ilhabela)
9. Praia Itaquanduba (Ilhabela)
10. Praia Engenho d'Água (Ilhabela)
11. Praia Saco da Capela (Ilhabela)
12. Praia do Barreiros (Ilhabela)
13. Praia do Viana (Ilhabela)
14. Praia da Siriúba (Ilhabela)
15. Praia Pedra do Sino (Ilhabela)
16. Praia do Pinto (Ilhabela)
17. Praia da Armação (Ilhabela)
18. Praia dos Castelhanos (Ilhabela)
19. Praia da Ponta da Cabeçuda (Ilhabela)
20. Praia da Ponta do Pequeá (Ilhabela)
21. Praia Barra Velha (Ilhabela)
22. Praia da Caveira (Ilhabela)
23. Praia da Figueira (Ilhabela)
24. Praia da Fome (Ilhabela)
25. Praia da Guanxuma (Ilhabela)
26. Praia da Pacuíba (Ilhabela)
27. Praia da Serraria (Ilhabela)
28. Praia da Vila (Ilhabela)
29. Praia das Enchovas (Ilhabela)
30. Praia de Indaiaúba (Ilhabela)
31. Praia de Santa Teresa (Ilhabela)
32. Praia do Bonete (Ilhabela)
33. Praia do Gato (Ilhabela)
34. Praia do Jabaquara (Ilhabela)
35. Praia do Veloso (Ilhabela)
36. Praia Mansa (Ilhabela)
37. Praia Ponta Azeda (Ilhabela)
38. Praia Saco do Eustáquio (Ilhabela)
39. Praia Saco do Indaiá (Ilhabela)
40. Praia Saco do Poço (Ilhabela)
41. Praia Vermelha (Ilhabela)
42. Praia Saco do Sombrio (Ilhabela)[33][34]

## Praias Fluviais e Lacustres
As praias paulistas de água doce estão em municípios onde houve represamento de rios, para produção de energia elétrica ou abastecimento,são eles:

### Avaré
Represa de Jurumirim
1. Praia do Camping Municipal (Avaré)

### Ibiúna
Represa de Itupararanga
1. Praia do Escritório (Ibiúna)
2. Praia de Piratuba (Ibiúna)

### Ilha Solteira
1. Praia Catarina (Ilha Solteira)
2. Praia Marina (Ilha Solteira)

### Nazaré Paulista

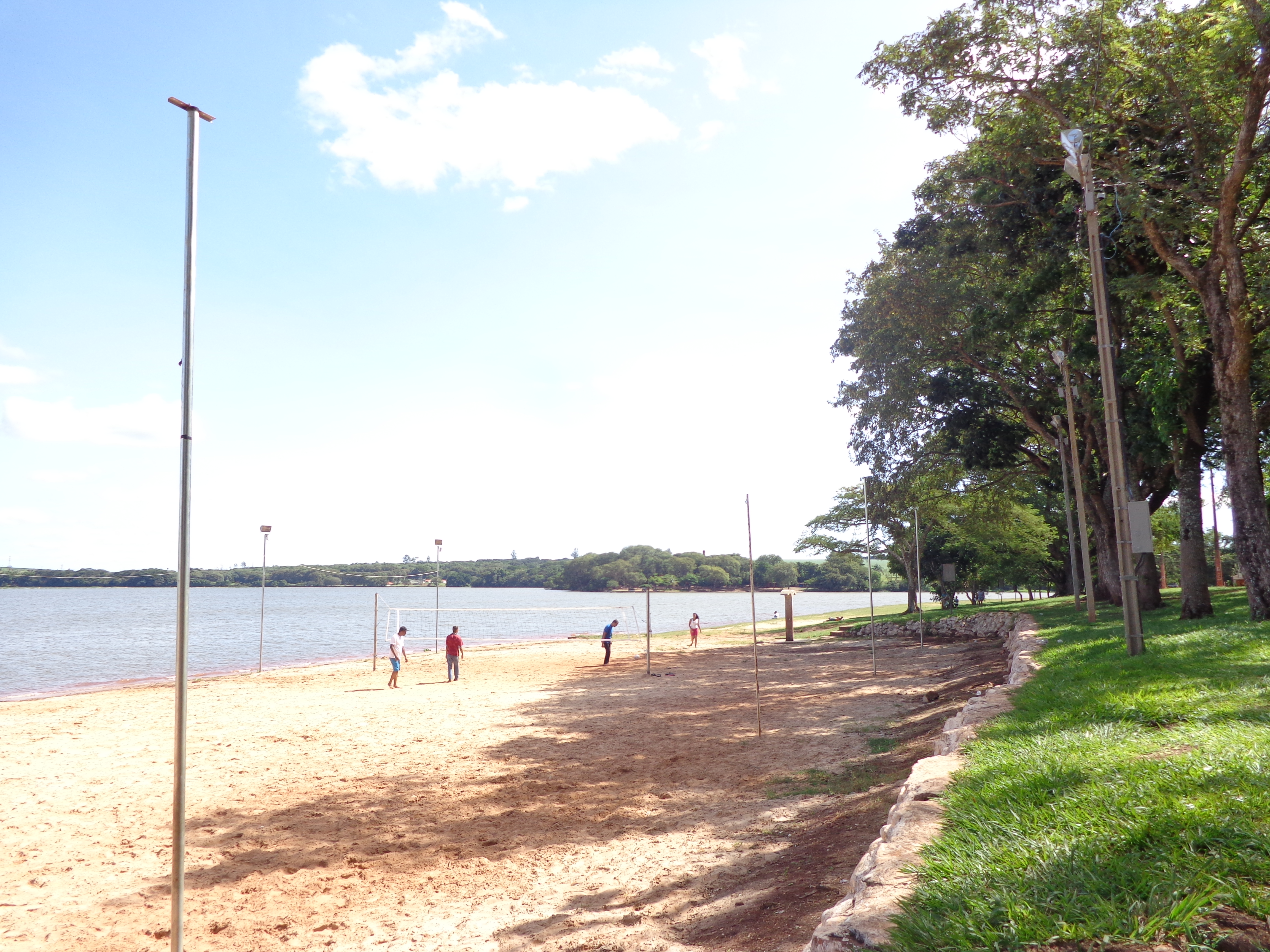
Praia de Salto Grande.

Represa de Atibainha
1. Praia Pública (Nazaré Paulista)

### Pereira Barreto
Rio Paraná
1. Praia do Pôr do Sol (Pereira Barreto)

### Presidente Epitácio
Rio Paraná
1. Praia do Balneário Figueiral (Presidente Epitácio)

### Rosana
Rio Paraná
1. Praia do Balneário (Rosana)

### Salto Grande
Represa de Salto Grande
1. Praia Pública (Salto Grande)

### São Bernardo do Campo
Represa Billings
1. Prainha do Riacho Grande (São Bernardo do Campo)